# カール・フォン・ショッツ
カール・フォン・ショッツ（Karl Von Shotz、本名：John Anson、1949年4月7日 - ）は、カナダ・ブリティッシュコロンビア州バンクーバー出身の元プロレスラー。
太平洋岸北西部を主戦場に、ナチ・ギミックのドイツ人ヒールとして、クルト・フォン・ヘスとのタッグチームなどで活躍した。

## 来歴
学生時代にアイスホッケーの選手として活動した後、1971年にプロレス入り（プロレス興行での初めての試合は1966年、17歳の時のカルガリーでのレッド・マクナルティ戦で、30秒で勝利を収めたという）。"ハンサム" ジョン・アンソンを名乗る二枚目のベビーフェイスとして、地元バンクーバーのNWAオールスター・レスリング（ASW）やカルガリーのスタンピード・レスリングなどを転戦した。
1972年、モントリオールにてスキンヘッドのナチス・ドイツ系ヒール、カール・フォン・ショッツに変身。カルガリーで対戦したクルト・フォン・ヘスのパートナーとなり、9月にジノ・ブリット&ジャック・ルージョーからモントリオール版のインターナショナル・タッグ王座を奪取する。アメリカのデトロイト地区（ザ・シーク主宰のNWAビッグタイム・レスリング）にも進出して、ガイ・ミッチェル&ベン・ジャスティス、フレッド・カリー&トニー・マリノなどのチームを破り、デトロイト版のNWA世界タッグ王座を再三獲得した。
1974年5月、NWA北米タッグ王者チームとしてヘスと共に新日本プロレスに来日（当初はNWFの世界タッグ王者チームとして来日する予定だったという）。6月7日に札幌にてアントニオ猪木と坂口征二の黄金コンビの挑戦を退けたが、帰米後の8月16日、ロサンゼルスにて猪木&坂口に敗れタイトルを明け渡す。以降、北米タッグ王座は新日本プロレスに定着することとなった。
その後、ヘスとのコンビを解消してシングルプレイヤーに転向。1976年2月6日、古巣のカルガリーにてフランキー・レインを破り、フラッグシップ・タイトルのスタンピード北米ヘビー級王座を獲得。アーチー・ゴルディーを相手に王座を巡る抗争を繰り広げ、金網の中に脚立を設置してベルトを争うケージ・ラダー・マッチでも雌雄を決した。
1976年下期よりバンクーバーのASWに戻り、フェイスターンして本名のジョン・アンソン名義で活動。10月4日、ドン・レオ・ジョナサンと組んでビッグ・ジョン・クイン&キンジ渋谷からNWAカナディアン・タッグ王座を奪取。10月14日にはビクトリアにてテリー・ファンクのNWA世界ヘビー級王座に挑戦した。ASWと提携していたアメリカ太平洋岸北西部のパシフィック・ノースウエスト・レスリング（PNW）にも参戦し、1977年8月7日にロン・バスと組んでムーンドッグ・メイン&レス・ソントンからNWAパシフィック・ノースウエスト・タッグ王座を奪取している。
以降、1970年代後半はASWとPNWの両プロモーションに定着。状況に応じてベビーフェイスとヒールのポジションを使い分け、ジン・キニスキー、ダッチ・サベージ、ブル・ラモス、ジミー・スヌーカ、アイアン・シーク、ジェシー・ベンチュラ、ムース・モロウスキー、ジェリー・オーツ、マイク・シャープ・ジュニアなどと対戦した。ハワイのNWAミッドパシフィック・プロモーションズにも出場しており、1978年3月にジョン・トロスを破ってNWAハワイ・ヘビー級王座を獲得している。
1983年のハワイでの試合を最後に引退。その後、カナダのオンタリオおよびニューファンドランドにてプロレスの興行を手掛けたこともあった。

## 獲得タイトル
スタンピード・レスリング
- スタンピード北米ヘビー級王座：2回[8]

インターナショナル・レスリング
- インターナショナル・タッグ王座（モントリオール版）：1回（w / クルト・フォン・ヘス）[5]

ナショナル・レスリング・フェデレーション
- NWF世界タッグ王座：1回（w / クルト・フォン・ヘス）[14]

NWAビッグタイム・レスリング
- NWA世界タッグ王座（デトロイト版）：4回（w / クルト・フォン・ヘス×4）[6]

NWAハリウッド・レスリング / 新日本プロレス
- NWA北米タッグ王座（ロサンゼルス版）：1回（w / クルト・フォン・ヘス）[7]

NWAオールスター・レスリング
- NWAカナディアン・タッグ王座（バンクーバー版）：2回（w / ドン・レオ・ジョナサン、スカイ・ハイ・モース）[10]

パシフィック・ノースウエスト・レスリング
- NWAパシフィック・ノースウエスト・タッグ王座：1回（w / ロン・バス）[12]

NWAミッドパシフィック・プロモーションズ
- NWAハワイ・ヘビー級王座：1回[13]